# Bolsa de Valores de Beirute
A Bolsa de Valores de Beirute (BSE, árabe: بورصة بيروت) é a principal e única bolsa de valores do Líbano. Localizada em Beirute, é uma instituição pública gerida por uma comissão composta por um presidente, um vice-presidente e oito membros nomeados por decreto do Conselho de Ministros, sob proposta do Ministro das Finanças. Todos os membros da BSE são sociedades anônimas libanesas (SAL) com capital acima de £ 500.000 e registradas na secretaria do Registro Comercial. Os membros incluem holdings e empresas offshore. A BSE autoriza as Corretoras a operar e negociar valores mobiliários listados na BSE de acordo com o sistema de negociação da bolsa e também lista as empresas emissoras (denominadas "Empresas listadas") que tenham qualquer de suas ações ou outros instrumentos financeiros listados.

## História
A Bolsa de Valores de Beirute, o segundo mercado mais antigo da região, foi criada em 1920 por decreto do comissário francês. O comércio naquela época estava concentrado em transações de ouro e moeda, mas na década de 1930 houve um influxo de investimento francês, sírio e libanês local que possibilitou o florescimento da BSE, especialmente com o estabelecimento de sociedades anônimas mistas libanesas-francesas que foram cotados simultaneamente nas Bolsas de Valores de Paris e Beirute. A atividade nas décadas de 1950 e 1960 aumentou com o recrutamento de várias empresas bancárias, industriais e de serviços, juntamente com um montante de 50 obrigações cotadas.
Durante a Guerra Civil Libanesa, a atividade comercial foi interrompida em 1983. Após 11 anos, um novo comitê administrativo (em colaboração com a Bourse de Paris) relançou a BSE com um novo estatuto interno, mecanismos e sistemas de negociação reestruturados e simplificados. Foi introduzido um novo sistema de corretores automatizados, baseado no preço fixo em vez dos tradicionais corretores de voz OTC. Em 22 de novembro de 1996, a BSE relançou oficialmente a atividade de negociação em seu salão. A BSE e a Bourse de Paris assinaram um acordo de cooperação em Junho de 1999 e foi criado o novo sistema europeu NSC- UNIX – Euronext . Em 2000, novas formas de títulos foram listadas como GDR ( Global Depository Receipt ), ações de fundos de investimento, ações preferenciais, ações prioritárias e quaisquer outros derivativos negociáveis. No final de 2006, a BSE lançou um novo Sistema de Negociação Remota, permitindo que os corretores negociassem com os títulos listados na BSE "remotamente" de seus próprios escritórios.